# رهبران
رهبران، روستایی در دهستان رودخانه بخش رودخانه شهرستان رودان در استان هرمزگان ایران است.

## جمعیت
بر پایه سرشماری عمومی نفوس و مسکن در سال ۱۳۹۵، جمعیت این روستا برابر با ۲۹۸ نفر (۱۰۱ خانوار) بوده‌است.